# Sybil Eysenck

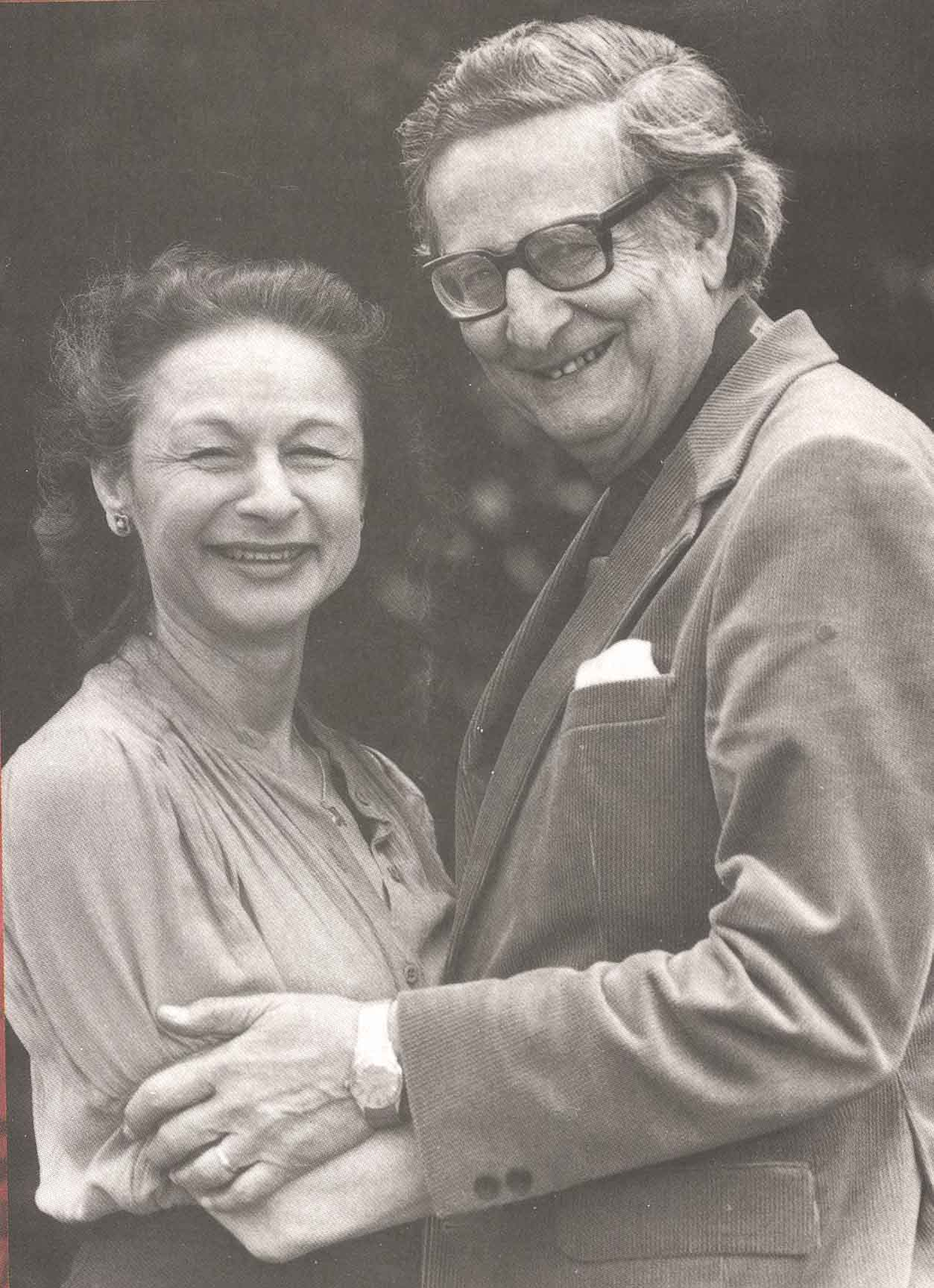
Sybil und Hans Eysenck

Sybil Bianca Giulietta Eysenck (geborene Sibylle Bianca Giulietta Rostal; * 15. März 1927 in Wien; † 2020) war eine britische Persönlichkeitspsychologin und Witwe des bekannten Persönlichkeitspsychologen Hans Jürgen Eysenck, mit dem sie zusammengearbeitet hat. Ihr gemeinsamer Sohn Michael W. Eysenck ist ebenfalls Psychologe.

## Leben
Sybil wurde 1927 als Tochter des Violinisten Max Rostal und Sela Trau in Wien geboren. 1934 ging sie mit den Eltern ins Exil nach Großbritannien und wurde 1946 dort eingebürgert.
Zusammen mit Hans entwickelte sie den Eysenck Personality Questionnaire und später das Junior Eysenck Personality Inventory, für den sie verantwortlich ist.
Sie war (neben Philip A. Vernon) Chefredakteurin des von ihrem Mann gegründeten und bei Elsevier erscheinenden Journals Personality and Individual Differences und Dozentin am Institute of Psychiatry in London sowie Vorstandsmitglied.

## Schriften (Auswahl)
- Sybil B. G. Eysenck: Vorwort. In: Hans J. Eysenck: The Biological Basis of Personality. Transaction Publ., New Brunswick, N.J. 2006, ISBN 978-1-412-80554-4 (Erstausgabe Springfield, Ill. 1967)[8]
- Sybil B. G. Eysenck: Vorwort. In: Hans J. Eysenck: The Structure and Measurement of Intelligence. Überarbeitete Neuaufl. Transaction Publ., New Brunswick, N.J. 2006, ISBN 1-412-80595-3 (Erstausgabe, New York 1979).[8]
- Sybil B. G. Eysenck: Vorwort. In: Hans J. Eysenck: The Social Consequences of Modern Psychology. Neuaufl. Transaction Publ., New Brunswick, N.J. 2008, ISBN 978-1-412-80747-0 (früherer Titel: Psychology is about people, 1972).[8]
- Sybil B. G. Eysenck: Individual Differences in Children and Adolescents. Neuaufl. Transaction Publ., New Brunswick, N.J. 1997, ISBN 1-560-00981-0 (zusammen mit Donald Saklofske).